# Kurt Grüter (Bergsteiger)
Kurt Grüter (* 10. August 1937 in Luzern) ist ein Schweizer Bergsteiger, Pionier des Extremkletterns in der Schweiz.

## Leben
Kurt Grüter kam früh mit seinem Vater in die Berge und wurde jung zum hervorragenden Kletterer und Alpinisten. Er lernte Mechaniker und arbeitete später als Pharma-Kaufmann. Zwischen 1956 und 1976 gelangen ihm mit verschiedenen Partnern 26 Erstbegehungen schwieriger Routen, vor allem im Fels, in der Zentralschweiz, im Berner Oberland und im Rätikon.
1961 gelang ihm mit Sepp Inwyler die 20. Begehung der Eigernordwand, 1962 der Walkerpfeiler an den Grandes Jorasses.
Kurt Grüter ist Gründungsmitglied der Bergsteigergruppe Alpina.
Er lebt in Obfelden und widmete sich in den vergangenen Jahren vor allem dem Drachenfliegen.

## Wichtige Erstbegehungen (Auswahl)
- 8./9. September 1956: Schlossberg Westpfeiler mit Dölf Hüsler, oberer Aufschwung 1958 mit Wisi Fleischmann.[2]
- 31. März 1957: Grosser Mythen Gelbe Wand. Mit Franz Anderrüthi.
- 28. April 1957: Geissstock (Mythen) Südostwand mit Franz Anderrüthi.
- 13. Oktober 1957: Laucherenstock (Engelberg) Südwand mit Franz Anderrüthi.
- 6. August 1959: Salbitschijen Westgrat, Turm 2 Südostpfeiler mit Wisi Fleischmann.
- 5. Juli 1959: Bockmattli Plattenkopf Nordwestwand mit Wisi Fleischmann.
- 16. August 1959: Zwillingsturm am Salbitschijen Ostpfeiler, «Villigerpfeiler», mit Fritz Villiger.
- 25. Juli 1960: Geissstock Südostpfeiler mit Franz Anderrüthi.
- 1960 Seewenstock (Urner Alpen) Südwand mit Franz Anderrüthi.
- 6. Juli 1962 Grosshorn (Berner Oberland) Westgipfel Nordwand mit Fritz Villiger.
- 1964 Gross Büelenhorn (Furkapass) Westpfeiler mit Fritz Villiger.
- 1968 Salbitschijen Westgrat, Turm 4 Direkte Südwand mit Ruedi Bollier.
- 1971 Schlossberg Westwand mit Gery Egloff.
- 1973 Stäfelstock Nordwand mit Walter Müller und Erwin Saxer.[3]
- 1974 Wiss-Stöckli Ostwand (Brunnital) mit Walter Müller.
- 10. Oktober 1976 Lauchernstock Via Isabella mit Hansruedi Gasser und Hans Howald.